# Альперис, Николас
Николас Хименес Альперис (исп. Nicolás Jiménez Caballero Alpériz, 1865, Севилья — 1928, Севилья) — испанский художник-костумбрист, работавший на рубеже XIX и XX веков.

## Биография
Обучался в Академии художеств в Севилье. Ученик Эдуардо Кано де ла Пенья, Мануэля Баррона и Каррильо и Луиса Хименеса Аранда. Принадлежал к школе пейзажистов Алькала де Ґуадайра, в местности где он жил.

## Творчество
Пейзажист. Жанрист. Портретист.
Известен своей гибкой и точной техникой. Некоторые из его работ, например, «Рассказ о ведьмах», были награждены на Всемирной выставке в Париже в 1889 году, представлены в Музее изящных искусств Севильи.

## Галерея
- Вид на реку в Торре-де-Оро
- Игра детей на кухне
- Добрый день, мастер!
- Курильщик
- Портрет дона Элиаса Мартина Хьюсо